# 豐濱鄉
豐濱鄉（阿美語：Fakong；噶瑪蘭語：Bakung；撒奇萊雅語：Bakung），舊稱「貓公」，位於臺灣花蓮縣東部，為花蓮縣唯一全境位於海岸山脈以東的鄉鎮。北接壽豐鄉，西隔海岸山脈與光復、瑞穗兩鄉毗鄰，東濱太平洋，南銜臺東縣長濱鄉。鄉內人口約有4千多人，是花蓮縣人口最少的行政區，主要原住民族有阿美族、噶瑪蘭族與撒奇萊雅族，佔全鄉人口的八成左右，地方通行語為阿美語、噶瑪蘭語與撒奇萊雅語。
豐濱鄉是阿美族文化的發源地之一，在荷西時期已有相關的文獻記載，1875年清廷開山撫番時期後，始有漢人入墾，隨後又因加禮宛事件的發生，而有噶瑪蘭族的移入，整體呈現族群多元化的樣貌。經濟產業以農業與漁業為主，有水稻、檳榔、柑橘類等農作物。交通主要仰賴南北貫穿全境的台11線，另有台11甲線（光豐公路）與花64線（瑞港公路）可向西分別連接海岸山脈另一側的光復鄉與瑞穗鄉。境內有石梯坪、芭崎瞭望台、北回歸線遊憩區等主要的觀光景點。

## 歷史
豐濱鄉舊稱「貓公」，境內擁有許多原住民部落，由南到北分別有納納、港口、大港口、貓公、新社、加路蘭等部落。
1909年，花蓮港立廳，豐濱地區劃入大港口區，由花蓮港廳直轄，大港口區轄有9個庄社。1916年，大港口區改名為「貓公區」。1920年，貓公區改名為「新社區」。1937年，新社區改制為「新社」，屬花蓮港廳鳳林郡。
1945年12月，新社庄改名為「新社鄉」，隸屬於花蓮縣。1946年，新社鄉改名為「豐濱鄉」。

## 地理

### 位置與地形
豐濱鄉位於花蓮縣東部，東濱太平洋，西以海岸山脈與鳳林鎮、光復鄉、瑞穗鄉、玉里鎮毗鄰，南銜臺東縣長濱鄉，北端連壽豐鄉。全鄉地處海岸山脈東側，海岸線長約數十公里，境內少數海岸為沙灘，其餘多為陡峭岩岸地形，行政區域面積約162平方公里，其中人工開墾地約佔7.8%，其餘均為國有原野、林班地、河川地或海岸地區。

### 人口
豐濱鄉人口在1966年達到最巔峰，約有14,600人，其後人口逐年外流。而2018年係由於鄉長選舉引進幽靈人口之因素，致當年豐濱鄉人口大幅增加。
根據花蓮縣政府民政處統計，2024年底豐濱鄉戶數約1.7千戶，人口約4.1千人，是花蓮縣人口最少的行政區，鄉內人口最多與最少的村分別是豐濱村與磯崎村，2024年底兩村人口分別為1,691人與397人。豐濱鄉與花蓮縣其他地區相同，面臨人口老化與少子化的問題，2024年底時豐濱鄉人口的年齡構成中，有7.11%是0至14歲人口，67.06%是15至64歲人口，25.83%是65歲以上人口，老化指數約為363.05%，是花蓮縣幼年人口佔比最低的行政區。

## 政治

### 歷任首長
| 屆數 | 姓名   | 黨籍       | 備註                       |
| ---- | ------ | ---------- | -------------------------- |
| 1    | 陳正治 |            |                            |
| 2    | 陳正治 |            |                            |
| 3    | 陳正治 |            |                            |
| 4    | 呂金租 |            |                            |
| 5    | 江明德 |            |                            |
| 6    | 江明德 |            |                            |
| 7    | 陳健忠 |            |                            |
| 8    | 陳健忠 |            |                            |
| 9    | 溫雙裕 |            |                            |
| 10   | 溫雙裕 |            |                            |
| 11   | 劉永靜 |            |                            |
| 12   | 李啟誠 |            |                            |
| 13   | 李啟誠 | 中國國民黨 |                            |
| 14   | 劉永靜 | 中國國民黨 |                            |
| 15   | 張進德 | 中國國民黨 |                            |
| 16   | 劉靜芳 | 中國國民黨 |                            |
| 17   | 劉靜芳 | 中國國民黨 |                            |
| 18   | 邱福順 | 中國國民黨 | 因賄選遭判當選無效而遭停職 |
| 18   | 林錦師 |            | 代理                       |
| 18   | 江莉婷 | 無黨籍     | 現任                       |

### 鄉政組織
豐濱鄉公所是豐濱鄉最高層級的地方行政機關，在中華民國政府架構中為鄉自治的行政機關，同時負責執行縣政府及中央機關委辦事項，豐濱鄉的自治監督機關為花蓮縣政府。鄉長由全體鄉民直接選舉產生，任期為四年，可連選連任一次。豐濱鄉公所並置鄉政會議，為鄉政最高決策機構，在鄉長之下，設有4課2室等6個內部單位及3個附屬機關。
豐濱鄉民代表會是豐濱鄉的最高民意機關，代表豐濱鄉全體鄉民立法和監察鄉政。鄉民代表由公民直選選出，任期為四年，可連選連任。豐濱鄉民代表會共有7位鄉民代表，分別為第一選區1席鄉民代表、第二選區6席平地原住民鄉民代表，主席、副主席由7位鄉民代表互選產生。

### 行政區劃
| - 磯崎村：位於加路蘭溪流域。 - 磯崎部落（Kaluluan，加路蘭） - 龜庵部落（Dagumu，打古目） - 高山部落（Culiu） \| 豐濱鄉行政區劃 \| \| 磯 崎 村 新 社 村 豐濱村 港 口 村 靜浦村 \| | - 新社村：位於大不岸溪流域。 - 復興部落（Dipid） - 新社部落（Paterungan） - 東興部落（Malaloong，宮下） - 新莊 - 蚊子山（富光） - 豐濱村：位於貓公溪流域。 - 深橋（永豐） - 豐濱部落（Fakong，貓公） - 豐富部落（Tingalaw，丁子漏） - 新興部落（Haciliwan，八里灣） - 立德部落（Kudis，姑律） - 港口村：位於秀姑巒溪下游。 - 石梯坪（Morito） - 港口部落（Makotaay，北頭溪） - 大港口（Laeno） - 靜浦村：位於三富溪流域。 - 靜安部落（Ticilan） - 靜浦部落（Cawi，納納） - 三富部落（Tafugan，葵扇埔） |
| 豐濱鄉行政區劃 | |
| 磯 崎 村 新 社 村 豐濱村 港 口 村 靜浦村 | |

## 教育

### 國民中學
- 花蓮縣立豐濱國民中學

### 國民小學
- 花蓮縣豐濱鄉新社國民小學
- 花蓮縣豐濱鄉豐濱國民小學（阿美族聖山Cilangasan實驗學校）
- 花蓮縣豐濱鄉港口國民小學
- 花蓮縣豐濱鄉靜浦國民小學

## 醫療
- 衛生福利部花蓮醫院豐濱原住民分院

## 交通

### 公路
- 台11線
  - 台11甲線：往西接台9線
- 花64線瑞港公路

### 公車路線
- 統聯客運
  - 1125 光復火車站－豐濱
  - 1145 花蓮－成功
  - 1140 花蓮－靜浦
  - 1140A 花蓮－靜浦
- 興東客運
  - 309 玉長豐濱線
  - 8101 台東－靜浦
  - 8102 台東－靜浦
  - 8105 成功－靜浦
  - 8119 台東－花蓮新站（花蓮轉運站）

### 港口
- 石梯漁港

## 旅遊
| - 交通部觀光署東部海岸國家風景區 - 大灣遊憩區 - 奚卜蘭遊客中心 - 芭崎瞭望台 - 新社梯田 - 女媧娘娘廟 - 石梯漁港 - 長虹橋 - 北回歸線遊憩區 - 磯崎國小舊址（偶像劇比賽開始取景地） - 芭崎休息區。 - 龜吼岬 - 親不知子斷崖 - 八里灣山（Cilangasan，貓公富士） - 石門（電影沉默取景地） - 石梯坪（Tida'an，鶴之岬） - 月洞 - 大石鼻山步道 - 奚卜蘭島（Ci'poran，秀姑巒溪口） | 文化資產 遺址 新社遺址 宮下遺址 神社 大港口祠 民俗 貓公部落 豐年祭 港口部落豐年祭 傳統工藝 新社部落編織工藝 貓公部落 製陶 （阿利客工作室） |

### 危險水域
花蓮縣政府公告磯崎海域、芭崎海域為易發生溺水地點，即便陸地拓為磯崎海濱遊憩區，時有兇猛長浪侵襲、掏空路基。遊人應遠離岸邊、嚴禁戲水。

## 外部連結
- 豐濱鄉公所（页面存档备份，存于）